# Torrubiella luteorostrata
Torrubiella luteorostrata är en svampart som beskrevs av Zimm. 1901. Torrubiella luteorostrata ingår i släktet Torrubiella och familjen Cordycipitaceae.   Inga underarter finns listade i Catalogue of Life.